# Richard S. Haddad

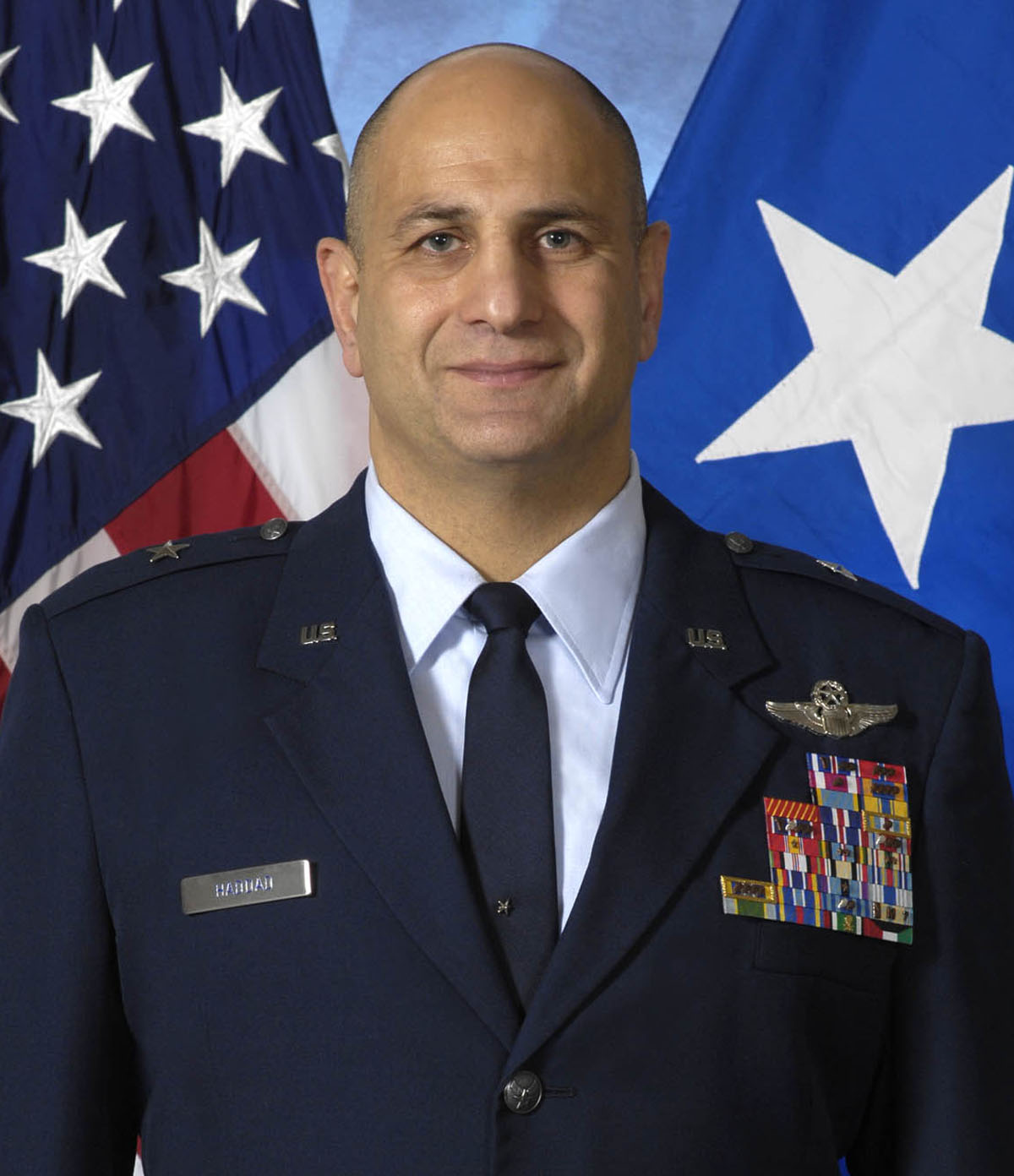
Richard S. Haddad (2008)

Richard S. Haddad (* um 1959) ist ein pensionierter Generalmajor der United States Air Force. Er war unter anderem Kommandeur der 23. Luftflotte (Twenty Third Air Force).
Im Jahr 1981 absolvierte er die United States Air Force Academy in Colorado Springs. Nach seiner Graduation wurde er als Leutnant in das Offizierskorps der Air Force aufgenommen. In der Folge durchlief er alle Offiziersgrade vom Leutnant bis zum Zwei-Sterne-General.
Im Lauf seiner militärischen Karriere absolvierte er verschiedene Kurse und Schulungen. Dazu gehörten unter anderem eine Ausbildung zum Kampfpiloten und weitere Fortbildungskurse als Pilot neuer Flugzeugtypen; die Squadron Officer School auf der Maxwell Air Force Base in Alabama; das Air Command and Staff College und das Air War College, beide über je einen Fernkurs; der Joint Forces Reserve Orientation Course in Norfolk in Virginia; der Capstone General and Flag Officer Course an der National Defense University in Fort Lesley J. McNair in Washington, D.C. und das Middle East and South Asia Political-Economic Conflict Seminar in Washington D.C. Außerdem erhielt er akademische Grade von der Touro University, der Harvard University und der Harvard Kennedy School.
In seinen frühen Jahren als Offizier der Luftwaffe war er an verschiedenen Stützpunkten stationiert. Dabei war er als Pilot, Flugausbilder oder Stabsoffizier bei unterschiedlichen Einheiten tätig. Dazwischen absolvierte er die erwähnten Schulungen. Er nahm als Pilot am Zweiten Golfkrieg, an der Operation Enduring Freedom und am Irakkrieg teil. Zwischen November 1982 und Oktober 1985 war er auf der Yokota Air Base in Japan stationiert.
Später wechselte er zur Reserve der Air Force. Im zivilen Leben wurde er Flugkapitän bei American Airlines. Er wurde immer wieder zum aktiven Dienst in Reserveeinheiten herangezogen. Zwischen November 2000 und Juni 2003 kommandierte er als Oberstleutnant auf der Eglin Air Force Base in Florida die 711. Spezialschwadron (711th Special Operations Squadron). In der Folge verblieb er bis zum September 2003 auf diesem Stützpunkt. Dabei war er Flugsicherungsoffizier (Flight Safety Officer) beim 911. Sondergeschwader (919th Special Operations Wing), das der 10. Luftflotte unterstand.
Haddads nächster Auftrag führte ihn zur Scott Air Force Base in Illinois. Zwischen September 2003 und Oktober 2005 gehörte er dort als Deputy and Battle Staff Director dem Stab des Tanker Airlift Control Centers an, der wiederum dem Air Mobility Command (ACC) unterstand. Daran schloss sich eine Versetzung auf die Keesler Air Force Base in Mississippi an. Bis zum Januar 2007 war er dort stellvertretender Kommandeur des 403. Geschwaders (403rd Wing). Zwischenzeitlich war er zwischen Januar und Juli 2006 auf der New Al Muthana Air Base im Irak als Berater der irakischen Luftwaffe tätig.
Anschließend wurde er zum Hurlburt Field in Florida beordert, wo er zwischen Januar 2007 und Februar 2009 als Mobilisierungsberater (Mobilization Assistant) dem Stab der 23. Luftflotte angehörte. Danach übernahm er bis zum 3. April 2009 als Nachfolger von Thomas J. Trask das Kommando über diese Luftflotte, das er anschließend an Marshall B. Webb abgab. Gleichzeitig leitete er die Stabsabteilung für Operationen beim Air Force Special Operations Command.
Es folgte eine Versetzung nach Südkorea. Zwischen April 2009 und Oktober 2010 kommandierte er dort das United States Special Operations Command Korea. Sein nächster Auftrag führte ihn zum Stab des Air Force Reserve Commands auf die Robins Air Force Base in Georgia. Zwischen Oktober 2010 und seiner Pensionierung im Jahr 2016 gehörte er in unterschiedlichen Funktionen der Führung dieses Kommandos an. Seit September 2013 war er dessen stellvertretender Kommandeur.
Während seiner aktiven Zeit als Militärpilot absolvierte er über 5000 Flugstunden auf verschiedenen Flugzeugtypen.

## Daten der Beförderungen
| Abzeichen | Rang               | Jahr               |
| --------- | ------------------ | ------------------ |
|           | Second Lieutenant  | 27. Mai 1981       |
|           | First Lieutenant   | 27. Mai 1983       |
|           | Captain            | 27. Mai 1985       |
|           | Major              | 27. Mai 1995       |
|           | Lieutenant Colonel | 29. September 2000 |
|           | Colonel            | 1. Mai 2005        |
|           | Brigadier General  | 13. Oktober 2008   |
|           | Major General      | 17. Februar 2012   |

## Orden und Auszeichnungen
Richard Haddad erhielt im Lauf seiner militärischen Laufbahn unter anderem folgende Auszeichnungen:
- Air Force Distinguished Service Medal
- Defense Superior Service Medal
- Legion of Merit
- Bronze Star Medal
- Distinguished Flying Cross
- Meritorious Service Medal
- Air Medal
- Aerial Achievement Medal
- Air Force Commendation Medal
- Air Force Combat Action Medal
- Air Force Outstanding Unit Award
- Combat Readiness Medal
- Armed Forces Expeditionary Medal
- Southwest Asia Service Medal
- Afghanistan Campaign Medal
- Global War on Terrorism Expeditionary Medal
- Global War on Terrorism Service Medal
- Humanitarian Service Medal
- Kuwait Liberation Medal (Saudi-Arabien)
- Kuwait Liberation Medal (Kuwait)